# Irland i olympiska sommarspelen 1956
Irland deltog med 12 deltagare vid de olympiska sommarspelen 1956 i Melbourne. Totalt vann de en guldmedalj, en silvermedalj och tre bronsmedaljer.

## Medaljer

### Guld
- Ron Delany - Friidrott, 1 500 meter.

### Silver
- Frederick Tiedt - Boxning, weltervikt.

### Brons
- John Caldwell - Boxning, flugvikt.
- Frederick Gilroy - Boxning, bantamvikt.
- Anthony Byrne - Boxning, lättvikt.